# 육각수 (수학)

처음 4개의 육각수(1, 6, 15, 28)

수학에서 육각수(六角数, 영어: hexagonal number)는 육각형을 사용하여 정의된 다각수이다. 육각수를 나타내는 공의 배열은 그림과 같다.

## 정의
음이 아닌 정수 {\displaystyle n}에 대하여, {\displaystyle n}번째 육각수 {\displaystyle \operatorname {Hex} (n)}는 다음과 같이 정의된다.
{\displaystyle \operatorname {Hex} (n)=n(2n-1)=\sum _{k=1}^{n}(4k-3)}
처음 몇 육각수는 다음과 같으며, 0을 제외한 홀수 번째 삼각수와 중복된다.
0, 1, 6, 15, 28, 45, 66, 91, 120, 153, 190, 231, 276, 325, 378, 435, 496, 561, 630, 703, ... (OEIS의 수열 A000384)